# دسته‌های پرنده‌گون دیگ
دسته‌های پرنده‌گون دیگ از اشیای کشف شده در تپه حسنلو می‌باشند. این دسته‌ها سابقاً به ظرفی با عمق کم و چکش کاری شده پرچ شده بودند. نقش این اشیاء پرنده‌ای با گردن بلند و همچنین دم و بال کشیده‌است. بال‌های پرنده به شکل یک مستطیل، بر روی سر آن‌ها نقش دستگیره را بازی می‌کنند. چشم پرنده‌ها در دوایر متحدالمرکز سیاه قلم کاری شده‌اند. حالت جناقی سینه و نوک‌ها کمی به سمت جلو کشیده شده‌است. این طرح و شمایل در ظروف، در قرن نهم پیش از میلاد در آشور و ایران از محبوبیت خاصی برخوردار بوده‌است. این اشیاء برنزی با ابعاد ۱۰۸ در ۱۰۰ میلی‌متر در موزه متروپولیتن نیویورک گالری ۴۰۴ نگهداری می‌شوند.